# Феодор Асинский
Феодо́р Аси́нский (др.-греч. Θεόδωρος ὁ Ἀσινεύς) (предп. 275—360), древнегреческий философ, представитель неоплатонизма, ученик Порфирия, затем Ямвлиха Халкидского.
Биография Теодора Асинского восстанавливается приблизительно. Даты рождения и смерти предположительны. Достоверно известно, что он родился в последней трети III в., когда Плотина уже не было в живых и когда процветал Порфирий. Ямвлих был старшим современником Теодора. Также неясно, из каких именно Асин Теодор происходил; под названием Асины только на Пелопоннесе были известны три города — в Арголиде, в Спарте и в Мессении.
Известны названия двух несохранившихся работ Теодора Асинского: «Об именах» и «О том, что душа является всеми эйдосами». Сохранились только отрывки комментариев к диалогам Платона «Тимей» и «Федон» (предполагается, что Теодор составлял комментарии к «Государству», «Филебу» и к «Категориям» Аристотеля).
Будучи учеником Ямвлиха, развивал его идеи, однако по ряду положений критиковал и возвращался к определениям Порфирия. Синтезированные положения Порфирия и Ямвлиха о возникновении и строении трансцендентного мира Теодор включил в свою триаду и тем самым заложил основу финальной системы неоплатонизма, позднее разработанной и законченной Проклом. 
«Улучшенная» триадическая система Порфирия-Ямвлиха у Теодора пока ещё не приобретает отточенной завершенности, которую позже мы находим у Прокла. Однако у Теодора все триадические деления получают ясность и однозначность, и сама система в диалектике трех ступеней ноуменальной области у Теодора является значительным шагом вперед.
Теодор понимает это тройное деление как деление на три логических момента — 1) мыслимый, умопостигаемый ум, за которым следует 2) мыслящий ум и который завершается 3) демиургическим умом. У предшественников Теодора это тройное деление ума не оформлялось, в частности у Ямвлиха, который противополагал мыслимое (τὸ νοητόν) и мыслящее (τὸ νοερόν). Теодор, напротив синтезировав оба эти ума, de facto получает третий, который явился собственно логическим положением такого демиургического ума-[перводвигателя], который мыслит себя уже мыслящим себя и т.о. является «вечным двигателем» для всего [бытийно]-низшего, что включает в себя иерархически.
Окончательную ясность в этот вопрос позже внесет Прокл, который de iure объявит демиургический ум одновременно и мыслимым и мыслящим и, таким образом, сообщит триадической диалектике неоплатонизма (в частности Теодора) окончательный вид. Таким образом, через посредство Теодора Асинского получает формально-терминологическое закрепление та, ещё только описательная, картина трех умов, которая есть уже у Плотина и Амелия.